# Nia Sioux
Pour les articles homonymes, voir Sioux (homonymie) et Frazier.
Nia Sioux Frazier, née le 20 juin 2001 à Pittsburgh, connue aussi bien que Nia Sioux, est une danseuse, chanteuse américaine et mannequin. Elle est apparue dans le reality show de Lifetime, Dance Moms.

## Biographie
Nia Sioux est née à Pittsburgh le 20 juin 2001. Elle est la fille de l'éducatrice et célébrité de la télévision Holly Hatcher-Frazier et Evan Frazier. Nia Sioux est la sœur de Evan Frazier Jr et William Frazier.

## Carrière
Nia Sioux est dans les arts depuis ses trois ans. Elle a joué de la batterie pendant deux ans et du piano pendant cinq ans.
Elle fait partie de la Compagnie de Danse Abby Lee depuis son plus jeune âge. Elle appartient à l'équipe de concours de danse « Junior Elite » de la compagnie.
Elle et sa mère sont les plus anciennes participantes du show de téléréalité Dance Moms, depuis sept saisons sur la chaîne de télévision américaine Lifetime. Elle a participé dans diverses vidéos musicales aussi bien que Freaks Like Me de Todrick, It's A Girl Party de Mack Z et Turn Up The Track de Mattybraps[réf. souhaitée]. En 2013, elle fait une apparition dans une autre émission de téléréalité de Abby Lee Miller, appelé Abby's Studio Rescue.
Nia Sioux est aussi chanteuse et compte une discographie avec des chansons comme Star In Your Own Life et Slay en collaboration avec Cocotier Jones. Elle a été mannequin pour divers magazines tels Big City Kids, Sesi et Seventeen.

## Filmographie

### Télévision

#### Séries télévisées
- 2018-2019 : Amour, Gloire et Beauté (59 épisodes) : Emma Barber
- 2019-2020 : Sunnyside Up : Lily McKay

#### Téléfilms
- 2021 : Adolescence volée (Imperfect High) de Siobhan Devine : Hanna Brooks

### Courts-métrages
- 2020 : Zombies 2: The Collab : Willa